# Internationaux de Nouvelle-Calédonie 2014
L'Internationaux de Nouvelle-Calédonie 2014 è stato un torneo di tennis facente parte della categoria ATP Challenger Tour nell'ambito dell'ATP Challenger Tour 2014. È stata l'11ª edizione del torneo che si è giocato a Nouméa in Nuova Caledonia dal 30 dicembre 2013 al 5 gennaio 2014 su campi in cemento e aveva un montepremi di $75,000+H.

## Partecipanti singolare

### Teste di serie
| Nazionalità | Giocatore         | Ranking* | Testa di serie |
| ----------- | ----------------- | -------- | -------------- |
| Colombia    | Alejandro Falla   | 99       | 1              |
| Paesi Bassi | Jesse Huta Galung | 101      | 2              |
| Slovacchia  | Martin Kližan     | 108      | 3              |
| Belgio      | David Goffin      | 110      | 4              |
| Stati Uniti | Denis Kudla       | 114      | 5              |
| Spagna      | Pere Riba         | 126      | 6              |
| Canada      | Peter Polansky    | 141      | 7              |
| Belgio      | Ruben Bemelmans   | 148      | 8              |

- Ranking al 24 dicembre 2013.

### Altri partecipanti
Giocatori che hanno ricevuto una wild card:
- Enzo Couacaud
- Albano Olivetti
- Jose Statham

Giocatori che sono passati dalle qualificazioni:
- Kimmer Coppejans
- Austin Krajicek
- Huang Liang-Chi
- Ante Pavić
- Denys Molčanov (lucky loser)

## Vincitori

### Singolare
Alejandro Falla ha battuto in finale  Steven Diez con il punteggio di 6–2, 6–2

### Doppio
Austin Krajicek /  Tennys Sandgren hanno battuto in finale  Ante Pavić /  Blaž Rola con il punteggio di 7–6(4), 6–4